# União das Freguesias de Lagoaça e Fornos
Die União das Freguesias de Lagoaça e Fornos ist eine portugiesische Gemeinde (Freguesia) im Kreis (Concelho) Freixo de Espada à Cinta, Distrikt Bragança, im Nordosten Portugals.

## Geschichte
Die Gemeinde entstand im Zuge der Gebietsreform vom 29. September 2013 durch die Zusammenlegung der ehemaligen Gemeinden Lagoaça und Fornos.
Lagoaça wurde Sitz der neuen Verwaltung.

## Demographie
| Freguesia | Freguesia        | Freguesia | Freguesia       | ehemalige Freguesias | ehemalige Freguesias | ehemalige Freguesias | ehemalige Freguesias |
| --------- | ---------------- | --------- | --------------- | -------------------- | -------------------- | -------------------- | -------------------- |
| Wappen    | Freguesia        | Einwohner | Fläche in (km²) | Wappen               | Freguesia            | Einwohner            | Fläche in (km²)      |
|           | Lagoaça e Fornos | 443       | 64,27           |                      | Lagoaça              | 420                  | 35,62                |
|           | Lagoaça e Fornos | 443       | 64,27           | Fornos               | 203                  | 28,69                |                      |